# Павлова, Елена Вячеславовна
Елена Вячеславовна Павлова (в браке — Житкеева, р. 12 декабря 1978) — казахстанская волейболистка и тренер. Нападающая. Мастер спорта РК. Рост 186 см.

## Биография
Мать Елены — заслуженный мастер спорта СССР Лариса Павлова была игроком ВК «Автомобилист» (Ташкент).
Играть в волейбол начала в Ташкенте. В Казахстан приехала по приглашению Н. А. Щербаковой. За короткий срок стала ведущим игроком сборной Казахстана. Несколько сезонов провела в зарубежных национальных чемпионатах. В 2013 году на время возобновила карьеру после перерыва, выступая за «Жетысу».
По состоянию на 2021 год — главный тренер ЖВК «Жетысу».
В 2008 году вышла замуж за дзюдоиста Асхата Житкеева.

## Достижения

### Клубные
- 2005: 3 место в Лиге чемпионов
- 2005: 1 место в Чемпионате Испании
- 2005: Кубок и Суперкубок Испании
- 2006: 1 место в Чемпионате Испании
- 2006: Кубок Испании
- 2007: 1 место в Чемпионате Швейцарии
- 2007: Кубок Швейцарии
- 2007: 1 место на Азиатском клубном чемпионате

### В сборной Казахстана
- 2005: 2 место на Чемпионате Азии

### Личные
- 2004: Лучший игрок французской лиги
- 2004: Лучшая подающая французской лиги
- 2005: Лучший бомбардир на Чемпионате Азии